# Stoner’s EP
Stoner's EP – EP amerykańskiego rapera Snoop Dogga, którego premiera odbyła się 17 kwietnia 2012 roku w serwisie iTunes. Wydawnictwo ukazało się nakładem wytwórni Gangsta Gangsta Online Distribution.
Album zadebiutował na niskim 167. miejscu amerykańskiej listy sprzedaży Billboard 200 z wynikiem 2 500 egzemplarzy. Ponadto był notowany na Top R&B/Hip-Hop Albums, gdzie dotarł do 33. pozycji.

## Lista utworów
Źródło.
1. Snoop Dogg – „1st We Blaze It Up“ (3:53)
2. Snoop Dogg – „Stoner's Anthem“ (3:55)
3. Snoop Dogg – „Show You How A Gangsta Do“ (3:52)
4. Tha Dogg Pound – „Make It Hot“ (gości. Snoop Dogg) (3:45)
5. Snoop Dogg – „Breathe It In“ (4:50)
6. Snoop Dogg – „It's Gettin' Harder (Interlude)“ (0:58)
7. Chris Starr – „Weekend Lovers“ (3:31)
8. Ndastree – „Need It In My Life“ (3:29)
9. Snoop Dogg – „Really Wanna Be With You“ (5:35)
10. Hustle Boyz – „Can You Take Me“ (gości.. Snoop Dogg) (5:18)